# Adalbaud
Adalbaud est l'un des géants de la ville de Abscon, petite ville du Nord. Il est marié à Rictrude. Ces géants sont inspirés par deux personnages de l'Ostrevent qui sont des saints tous les deux : Adalbert I d'Ostrevent et Rictrude de Marchiennes.

## Le personnage d'Adalbert I d'Ostrevent
Adalbaud était un comte de Douai au début du VIIe siècle. Il avait une place élevée dans la cour du Roi Dagobert Ier. En 632, il épouse une princesse d'Aquitaine, Rictrude. Dix ans plus tard en 642, il meurt assassiné.